# Festival d'humour de Paris
Pour les articles homonymes, voir FUP.
Le Festival d'humour de Paris (FUP) est un festival annuel qui, depuis 2016, réunit dans des salles de spectacle parisiennes des professionnels issus de la radio, du théâtre, d'Internet,,.